# SAIPA (bilmärke)

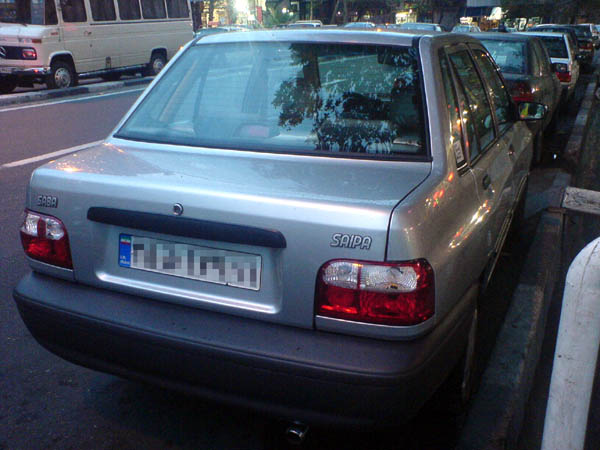
SAIPA Saba

Saipa är den näst största iranska biltillverkaren, och även ägare till fotbollslaget Saipa från staden Karaj. 
Namnet Saipa är en akronym för Societé Anonyme Iranienne de Production Automobile. Företaget grundades 1966. Fram till år 2000 tillverkade de enbart bilar på licens, tex Citroen, Renault och Kia. År 2000 släppte de sin första egendesignade bil, 701 Caravan minivan.
År 2000 köpte Saipa även 51% av ett annat iranskt bilföretag, Pars Khodro. 
Iranska staten äger 20% av företaget.